# Джованні Батіста Мартіні
Джованні Батіста Мартіні, відоміший як Падре Мартіні (італ. Giovanni Battista Martini; 24 квітня 1706, Болонья — 3 серпня, 1784) — відомий в Італії[джерело?] і Західній Європі музикант і музичний педагог XVIII століття; один з вчителів Вольфганга Амадея Моцарта.

## Біографія

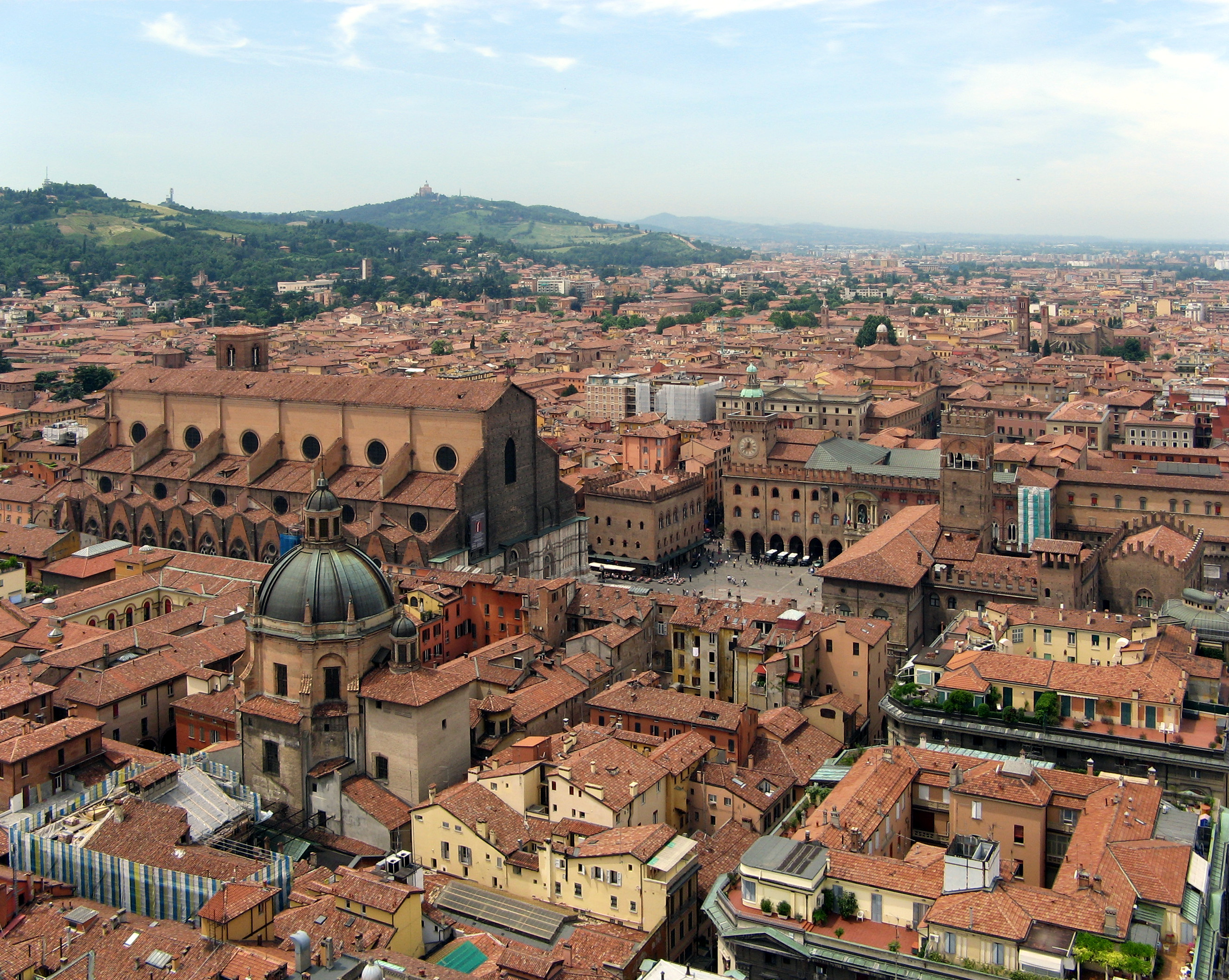
Болонья. Пьяцца Маджоре і собор Сан Петроніо.2006 рік.

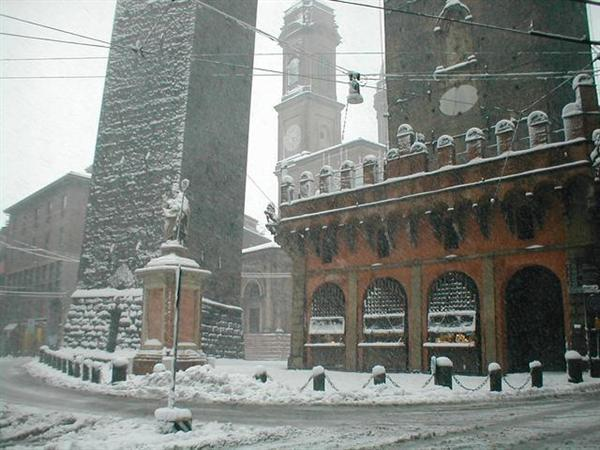
Болонья взимку

Його батько (Antonio Maria Martini) був скрипалем. Він і був першим вчителем музики для сина. Пізніше той, окрім скрипки, опановував спів, гру на клавесині й контрапункт під керівництвом Антоніо Річчієрі та Джакомо Антоніо Перті.
Класичну освіту отримав в ораторії Св. Філіппа Нері, перейшов у монастир францисканців. Окрім музики вивчав мови, математику, філософію.
У 19 років (у 1725 р.) отримав призначення в каплицю Францисканської церкви в місті Болонья, де його релігійні музичні композиції привернули до нього першу увагу. Значний вплив на нього, як музиканта, мав хормейстер кафедрального собору Сан Петроніо міста Болонья — Giacomo Antonio Perti (1661—1756).
За порадами прихильників і друзів заснував у Болоньї музичну школу. У 1758 році вона стала складовою частиною Болонської філармонічної академії.
Слава Падре Мартіні перетнула кордони Італії. В подяку за музичні видання король Прусії Фрідріх ІІ надіслав йому вдячного листа і тютюнову скриньку з власним портретом і діамантами. З ним листувались курфюрсти німецьких князівств і папа римський Климент XIV.
Є відомості, що шановний викладач отримав грошові внески від відомого співака-кастрата Фарінеллі, що теж жив у Болоньї і довго підтримував зв'язок з Падре Мартіні. На ці гроші Падре Мартіні придбав багато музичних реліквій, які не зміг би отримати через фінансову неспроможність францисканського ченця.
Падре Мартіні дожив до 78 років. У похилому віці страждав астмою, хворобою сечового міхура і трофічною виразкою ноги. Але продовжував працю над четвертим томом «Історії музики», яку диктував секретареві Станіслао Маттеї. Він і був свідком смерті уславленого викладача.

## Відомі учні Падре Мартіні
- Максим Березовський — українець за походженням
- Йоганн Крістіан Бах — син відомого композитора Баха
- Вольфганг Амадей Моцарт
- Йозеф Мислівечек

## Відгук про музичну бібліотеку Падре Мартіні
Палко закоханий в музику, Падре Мартіні був пристрасним колекціонером музичної літератури. Його бібліотека викликала подив і захоплення.
Своєрідний відгук про музичну бібліотеку Падре Мартіні залишив англієць Чарльз Бьорні, що зробив візит до Мартіні в Болонью.
| Під час моїх подорожей я дивував книготорговців на континенті переліком книг моєї музичної бібліотеки. В свою чергу настав час дивуватись мені самому, коли я побачив збірку Падре Мартіні. Одна кімната була наповнена обробленими рукописами, дві чергові - рясно закладені друкованими виданнями, четверта закладена сумішшю друкованих видань і рукописів. Загальна кількість бібліотеки перевищувала 17.000 примірників, а він все продовжував отримувати надходження з усього світу. |
Ймовірно, цифра 17.000 є перебільшенням. Але без сумніву — колекція була надзвичайною для свого часу.
Після смерті викладача більша її частина перейшла в Імператорську бібліотеку міста Відень, а залишки стали підмурками Міжнародного музею і Музичної бібліотеки (Болонья).

## Друковані твори Падре Мартіні

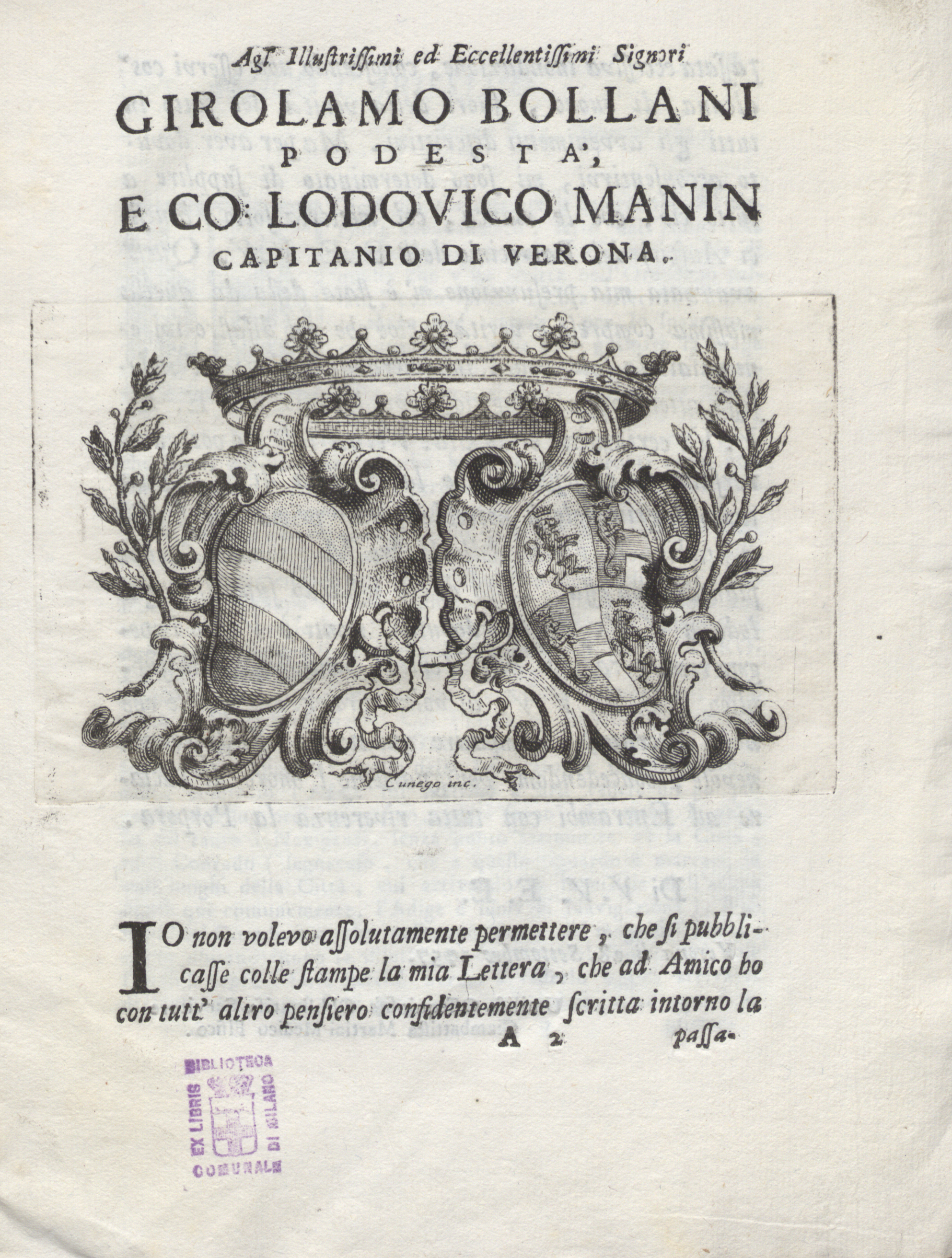
Lettera famigliare intorno l'inondazione di Verona (1757)

- Storia della musica, 3 Bde. Bologna, 1757—178
- Compendio della teoria de' numeri per uso del musico. Bologna 1769
- Saggio fondamentale pratico di contrapunto sopra il canto fermo, 2 Bde. Bologna, 1774—1775

## Фестиваль Мартіні
- У вересні 2009 року в провінції Болонья вперше провели Фестиваль Мартіні, де виконували інструментальні твори відомого викладача і композитора доби бароко Джованні Батіста Мартіні.